# Жарова, Маргарита Васильевна
Маргарита Васильевна Жарова (урождённая Иванова, 7 июня 1925, Москва, РСФСР, СССР — 21 марта 2019, Москва, Россия) — советская киноактриса.

## Биография
Маргарита Иванова родилась 7 июня 1925 года в Москве, в Сокольниках. Отец — Василий Михайлович, работал бухгалтером. Мать — Мария Фёдоровна. В 1944—1948 годах училась во ВГИКе (курс Сергея Герасимова и Тамары Макаровой). Ещё студенткой первых курсов сыграла в нескольких фильмах. В 1948 году вместе с другими однокурсниками снялась у своего учителя Сергея Герасимова в знаменитой кинокартине «Молодая гвардия», где сыграла Клавдию Ковалёву.
После окончания ВГИКа Маргарита Иванова вошла в штат киностудии «Мосфильм». В 1959 году перевелась на киностудию имени Горького, где проработала 40 лет. С 1950-х годов Жарова служила в Театре-студии киноактёра.
В 1949 году вышла замуж за офицера Николая Алексеевича Жарова, с которым прожила в счастливом браке до его смерти в 2002 году. Супруг был братом известного советского поэта Александра Жарова. Дочь — Елена (род. 1950), педагог. Внук и внучка.
До 1957 года актриса снималась под своей девичьей фамилией Иванова.
Маргарита Жарова — комедийная актриса, много снималась в маленьких ролях и эпизодах. Среди лучших работ: Зина («Доброе утро»), жена Бондаренко («К Чёрному морю»), Соня («Неподдающиеся»), Нелька («Карьера Димы Горина»), Ксения Шалова («На семи ветрах»), Глафира («Товарищ Арсений»).
Перестала сниматься в кино с середины 1980-х годов, предпочтя карьере актрисы спокойную семейную жизнь с любимым мужем, дочерью и внуками.
Скончалась 21 марта 2019 года после тяжёлой продолжительной болезни. Похоронена на Троекуровском кладбище.

## Фильмография
1. 1944 — В 6 часов вечера после войны — колхозница
2. 1945 — Это было в Донбассе — эпизод
3. 1948 — Молодая гвардия — Клавдия Ковалёва (в титрах — М. Иванова)
4. 1951 — Сельский врач — медсестра (нет в титрах)
5. 1952 — Возвращение Василия Бортникова — Надежда Петровна, секретарша в райкоме (нет в титрах)
6. 1953 — Застава в горах — Екатерина Ивановна (в титрах — М. Иванова)
7. 1953 — Сеанс гипноза — эпизод
8. 1953 — Степные зори — эпизод
9. 1954 — Верные друзья — секретарь Неходы (нет в титрах)
10. 1955 — Доброе утро — Зина (нет в титрах)
11. 1957 — Как поймали Семагу — Марийка
12. 1957 — К Чёрному морю — Екатерина Ивановна, жена Бондаренко
13. 1957 — Телеграмма — женщина на почте (нет в титрах)
14. 1957 — Поединок — проститутка (нет в титрах)
15. 1958 — Её большое сердце — эпизод
16. 1958 — Матрос с «Кометы» — продавщица мороженого
17. 1959 — Исправленному верить — Софа, актриса
18. 1959 — Неподдающиеся — Соня, жена Клячкина
19. 1959 — Солнце светит всем — подружка Таси
20. 1960 — Девичья весна — повариха
21. 1960 — Леон Гаррос ищет друга (СССР, Франция) — горничная (нет в титрах)
22. 1960 — Своя голова на плечах — домработница
23. 1960 — Серёжа — Надежда Иванова
24. 1961 — Жизнь сначала — эпизод
25. 1961 — Карьера Димы Горина —  Неля, член бригады Берёзки
26. 1962 — Весёлые истории — малярша
27. 1962 — На семи ветрах — Ксения Шалова, кудрявая блондинка на балу
28. 1963 — Город — одна улица — эпизод
29. 1963 — Понедельник — день тяжелый — официантка Дуся
30. 1964 — Зелёный огонёк — продавщица в магазине для новобрачных
31. 1964 — Сказка о потерянном времени — продавщица пирожков
32. 1964 — Товарищ Арсений — Глафира Морковкина
33. 1965 — Алёшкина охота — эпизод
34. 1965 — Время, вперёд! — эпизод (в титрах — М. Иванова)
35. 1965 — Они не пройдут — эпизод
36. 1965 — О чём молчала тайга — эпизод
37. 1965 — Сердце матери — поющая баба (нет в титрах)
38. 1966 — Прощай — эпизод
39. 1966 — Серая болезнь — тётка у ЗАГСа
40. 1966 — Чёрт с портфелем — буфетчица Катя
41. 1967 — Татьянин день — Марья Ивановна (нет в титрах)
42. 1968 — Деревенский детектив — эпизод (нет в титрах)
43. 1968 — Переходный возраст — сотрудница института литературы
44. 1969 — Золото — железнодорожница
45. 1969 — Мосты через забвение — эпизод
46. 1969 — Трое — гостья
47. 1969 — Каждый вечер в одиннадцать — эпизод
48. 1969 — У озера — официантка
49. 1971 — Неожиданное рядом — Раиса Федякина
50. 1973 — Калина красная — официантка (нет в титрах)
51. 1973—1983 — Вечный зов (2-я серия) — гостья
52. 1974 — Звезда экрана — эпизод
53. 1974 — Рейс первый, рейс последний — работница базы отдыха
54. 1975 — В ожидании чуда — почтальон
55. 1975 — Честное волшебное — фея
56. 1976 — Обелиск — эпизод (нет в титрах)
57. 1976 — Шторм на суше — эпизод
58. 1978 — Недопёсок Наполеон III — работница зверофермы
59. 1979 — Здесь, на моей земле — эпизод
60. 1979 — Отец и сын — эпизод
61. 1979 — Возьми меня с собой — эпизод
62. 1979 — Добряки — эпизод (нет в титрах)
63. 1980 — История одного подзатыльника — бабушка Лены Петровой
64. 1980 — Охота на лис — судья
65. 1980 — Полёт с космонавтом — доярка
66. 1980 — У матросов нет вопросов — официантка
67. 1980 — Юность Петра — эпизод
68. 1981 — Восьмое чудо света — эпизод
69. 1981 — Карнавал — проводница
70. 1981 — Три года — эпизод
71. 1982 — День рождения — эпизод
72. 1982 — Красиво жить не запретишь — эпизод
73. 1983 — Подросток (2-я серия) — квартирная хозяйка
74. 1984 — Идущий следом — эпизод